# Hilde Berndt
Hilde Berndt (* 23. Juni 1923 in Brünn, Tschechoslowakei) ist eine deutsche Schauspielerin und Hörspielsprecherin.

## Leben
Nach ihrer Ausbildung zur Schauspielerin debütierte Hilde Berndt am Deutschen Theater Prag, danach trat sie in Wien auf, sowohl an Theatern als auch am Kabarett Die kleinen Vier an der Seite von Peter Wehle, Gunther Philipp und Fred Kraus. Eine weitere Station ihrer Bühnenlaufbahn waren die Münchner Kammerspiele.
Eine erste Rolle vor der Kamera hatte Berndt in dem 1944 erschienenen Streifen Bravo, kleiner Thomas unter der Regie von Johannes Fethke. In den 1950er-Jahren sah man sie als Filmgattin von Heinz Rühmann in der Komödie Wir werden das Kind schon schaukeln und neben Gunther Philipp in dem Lustspiel Der kühne Schwimmer. Mit Beginn der 1960er-Jahre drehte Berndt auch für das Fernsehen, hier hatte sie unter anderem Gastrollen in den Serien Das Kriminalmuseum und Kommissar Freytag, in späteren Jahren dann in den Krimireihen Derrick und Der Alte. 1983 spielte sie die Köchin Hanne im Nesthäkchen, der mehrteiligen Verfilmung des gleichnamigen Romans von Else Ury. Die letzte Fernsehrolle ist für 1987 in einer Tatort-Episode nachgewiesen, danach konnten keine weiteren künstlerischen Aktivitäten Hilde Berndts mehr ermittelt werden.
Gelegentlich wirkte Berndt auch in Hörspielproduktionen mit, so 1959 in dem Mehrteiler Paul Temple und der Conrad-Fall.

## Filmografie
- 1944: Bravo, kleiner Thomas
- 1947: Triumph der Liebe
- 1952: Wir werden das Kind schon schaukeln (Schäm dich, Brigitte)
- 1957: Der kühne Schwimmer
- 1963: Interpol (Fernsehserie) – Folge 3: Herz ist Trumpf
- 1964: Das Kriminalmuseum – Der Fahrplan
- 1964: Kommissar Freytag – Damals in Leverkusen
- 1966: Der doppelte Moritz
- 1967: Der ungläubige Thomas
- 1967: Kurzer Prozeß
- 1968: Die Unbekannte aus der Seine
- 1969: Ein langes Wochenende
- 1975: Derrick – Zeichen der Gewalt
- 1977: Polizeiinspektion 1 – Chloroform für Zwei
- 1978: Der Alte – Der Spieler
- 1978: Ehrlich währt am längsten
- 1980: Die Undankbare
- 1982: Der Alte – Der Überfall
- 1983: Nesthäkchen
- 1985: Tegtmeier – Gangster oder schwarze Schafe
- 1987: Tatort – Pension Tosca oder Die Sterne lügen nicht

## Hörspiele
- 1956: Juwelenkitty – Autorin: Margot Melchior – Regie: Fritz Benscher
- 1957: Der veruntreute Himmel – Autor: Franz Werfel – Regie: Heinz-Günter Stamm
- 1959: Paul Temple und der Conrad-Fall – Autor: Francis Durbridge – Regie: Willy Purucker
- 1961: Spiel auf der Tenne – Autor: Hans Matscher – Regie: Karl Bogner
- 1961: Die Marie – Autoren: Ernst Hagen und Karl Bogner – Regie: Joseph Strobl
- 1962: Unerwartet verschied... – Autor: Philip Mackie – Regie: Miklós Konkoly
- 1962: Der konfuse Zauberer – Autor: Johann Nestroy – Regie: Hans Dieter Schwarze
- 1971: Der Fall Marek – Autor und Regie: Karl Bogner
- 1975: Dr. Semmelweis – Autor: Hans José Rehfisch – Regie: Heinz-Günter Stamm
- 1975: Der Stargast oder Tod auf der Bühne – Autor: Ernst Hagen – Regie: Karl Bogner
- 1976: Fast der perfekte Mord – Autor: Ernst Hagen – Regie: Karl Bogner